# Perros en el folclore y la mitología mesoamericanos

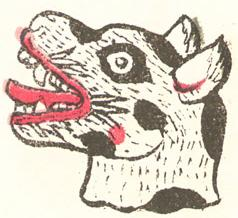
El símbolo azteca del día perro (Itzcuintli) tomado del códice Magliabechiano del siglo XVI

Los perros han ocupado un rol importante en el folclore mesoamericano y en su mitología, sobre todo entre el periodo clásico y la era moderna. Según una creencia común en Mesoamérica, un perro lleva a los muertos por encima de una corriente para alcanzar la otra vida. Los perros aparecen en las escenas del inframundo pintadas en las cerámicas mayas del período clásico. En el Preclásico, el Chupicaro enterró a los perros junto con los muertos. En la gran metrópolis del período clásico de Teotihuacán, se encontraron 14 cuerpos humanos depositados en una cueva, muchos de ellos niños, junto con tres perros que los habrían guiado en el camino al más allá.
En muchas versiones del ciclo de 20 días del calendario mesoamericano, el décimo día se llama "perro". Este día se llama itzcuintli en el idioma náhuatl, el idioma de los aztecas, tz'i 'en el ki'che' maya y el oc en maya yucateco. Entre los mixtecos el décimo día fue ocupado por el coyote, ua

## Los Mayas
En las tumbas mayas del período clásico, a menudo se han encontrado restos de animales, casi siempre perros. Por ejemplo, entre las ruinas de la ciudad maya de Kaminaljuyu, en Guatemala, se encontró un perro enterrado con un esqueleto sentado, junto con ofrendas votivas a los muertos. Los hallazgos frecuentes de esqueletos de perros en las tumbas mayas clásicas confirman que la creencia de que llevarían a las almas en el viaje del otro mundo estaba viva incluso entonces.
El perro a menudo era representado en el acto de llevar una antorcha dentro de los códices mayas, lo que podría ser una referencia al hecho de que en la tradición maya fue el perro el que disparó a los hombres.
En el Popul vuh postclásico de los mayas Quiché del interior guatemalteco, los perros y pavos matan gente para vengarse por el hecho de que habían sido derrotados. Las personas que logran escapar de este destino se transforman en monos.

## Los mexicas y sus contemporáneos

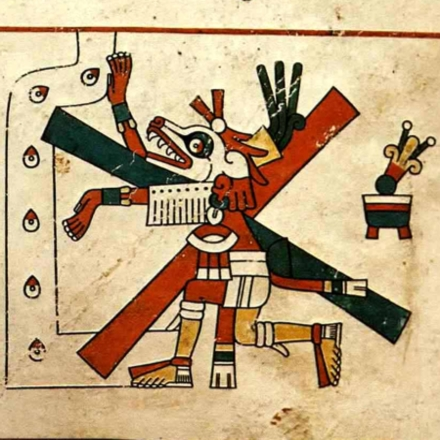
Xólotl extraído del Código Fejervary-Mayer del siglo XV

En la mitología mexica, los Cuatro Soles desaparecen en una gran inundación. Un hombre y una mujer sobreviven y aterrizan en una playa, donde inmediatamente encienden un fuego para asar pescado. El humo producido por la hoguera interrumpe las estrellas Citlalatonac y Citlalicue, enfureciendo al gran dios Tezcatlipoca. En su furia, les corta la cabeza cosiéndoselas en la espalda y creando los primeros perros.
Entre los aztecas el dios Xolotl era un perro monstruoso. Durante la creación del quinto sol, Xolotl fue expulsado de la Muerte y escapó convirtiéndose primero en un brote de maíz, luego en hojas de maguey y finalmente en una salamandra en un charco de agua. La tercera vez que la muerte encontró a Xolotl, lo atrapó y lo mató. Tres importantes alimentos fueron producidos por el cuerpo de este perro mitológico. Mictlantecuhtli, Señor de la Muerte, posee los huesos de los muertos en la otra vida. Xolotl descendió al inframundo para robar estos huesos para que pudiera renacer en la creación del Quinto sol. Xolotl logró recuperar los huesos devolviendo la vida al hombre al perforar su pene. Xolotl era visto como la reencarnación del planeta Venus y como la Estrella de la Tarde (el de la mañana era el Hermano Quetzalcoatl). Xólotl era el compañero canino del Sol, y siguió su camino tanto en el cielo como en el inframundo. La fuerte conexión de Xólotl con el otro mundo y la muerte se demuestra con los símbolos que le acompañan. En el Códice borbónico, Xolotl se representa con un cuchillo en la boca, símbolo de la muerte, y tiene el cabello negro movido como el cabello de los dioses de la muerte.
El decimocuarto período de 13 días del calendario ritual tonalpohualli comienza con el día de ce itzcuintli (1 perro) y se dice que las personas, especialmente los reyes, tienen mucha suerte ese día. El décimo día del calendario agrícola de 20 días de xiuhpohualli, itzcuintli (perro), fue comandado por Mictlantecuhtli, el siniestro dios de la muerte. En el postclásico, cuando un ciudadano mexica moría, pasaba por cada uno de los nueve niveles del Mictlan, el inframundo. El Mictlan solo fue alcanzado después de cuatro años de viaje, acompañado por un perro que había sido incinerado con el difunto. El primer estrato del Mictlan se llamaba Apanoayan (donde uno cruza el río), también conocido como Itzcuintlán (el lugar de los perros) debido a los muchos perros que vagaban por la costa cercana. El perro que habría reconocido a su maestro lo habría acompañado al otro lado del río en su espalda. En algunas historias, el perro en la orilla se comporta de manera diferente según el color; los amarillos llevan el alma sobre el río, mientras que los blancos se niegan porque ya están mojados, y los negros se niegan porque ya nadaron en el río o porque están sucios. o porque están sucios
En el folclore azteca, el Ahuizotl era un monstruo acuático similar a un perro con una mano colocada al final de la cola en espiral. Se dice que vivió bajo el agua cerca de las costas y que arrastró a las personas que los ahogaban. Las almas de las víctimas serían llevadas a Tlalocan, uno de los tres paraísos aztecas. Una creencia similar existía entre los vecinos de Tarascos, donde la deidad canina se llamaba Uitzimengari y salvaba las almas de las personas ahogadas que los acompañaban sobre el agua hasta la Tierra de los Muertos.

## Folclore moderno
Actualmente los Chinantechi y los Mixes de Oaxaca (estado) creen que un perro negro ayudará a los muertos a cruzar un río, río o mar, hasta que lleguen a la tierra de los muertos. Los Huitzilans creen que un perro trae a los muertos sobre el agua para llegar a la casa subterránea del diablo.
En gran parte de México se cree que los brujos malvados pueden convertirse en perros negros para poder cazar al ganado de los vecinos. En los estados del centro de México (como Oaxaca, Tlaxcala y Veracruz) un hechicero es conocido como Nahual, en la península de Yucatán toman el nombre de huay chivo. Otro perro sobrenatural en el folklore de Yucatán es el huay pek (perro-brujo en maya yucateco), un enorme perro fantasma negro que ataca a cualquiera que se encuentra, y que se dice que es la reencarnación de Kakasbal, un espíritu maligno.
Una historia popular de Tlaxcala habla de algunos cazadores que vieron un enorme perro negro por la noche y decidieron capturarlo. Huyó cuando se acercaron, y entonces un cazador le disparó, hiriéndose la pierna. Siguiendo la sangre que dejó el animal, llegaron a la rica casa de un granjero, cuyo dueño resultó herido en la pierna. Renunciaron a la cacería y se dirigieron al pueblo cercano, donde los habitantes locales le dijeron que era un nahual que podía convertirse en un perro.
Tzeltal y Tzotzil de las colinas mexicanas de Chiapas afirman que un perro blanco se ha apareado con Eva durante la Tercera Creación, dando a luz a la raza europea, mientras que un perro amarillo estaba en el origen del indígena.
Una historia Jakalteko del interior de Guatemala cuenta cómo el primer perro fue testigo de la creación del mundo y cómo corrió por todas partes contando todos los secretos de la creación. Hunab Kuh, el Dios Creador, se enojó e intercambió la cabeza del perro con su cola. Ahora, cuando un perro quiere contar sus secretos, no puede hablar, solo mueve su cola.
También existe la leyenda del Cadejo de Guatemala, El Salvador, Nicaragua, Costa Rica y México, el cual se cuenta que es un perro negro, enorme y de ojos rojos, que representa el mal. Según la leyenda, el Cadejo se le aparece por la noche a los caminantes solitarios (dependiendo del relato; la persona tiene que ser una persona malvada o borracha). Los persigue y los aterroriza, se les abalanza, los derriba y los golpea (aunque jamás los muerde); dejándolos en un estado de idiotez, con fiebre, hasta que finalmente muere. También existe el Cadejo Blanco, una contrapartida benigna del negro, quien se encarga de proteger a las personas de los peligros, sobre todo del Cadejo Negro. En México y Costa Rica, solo se cree en el negro, dónde puede ser malo o bueno dependiendo de algunas versiones.